# Barrio Costa Este
Barrio Costa Este es un barrio en el municipio de Allen, Departamento General Roca, Provincia de Río Negro. Se encuentra sobre la costa de unos de los brazos del río Negro, 7 km al sur del centro de Allen y 1 km al sur de la Ruta Nacional 22.
En la villa está uno de los 5 puestos de salud de Allen. En 2010 se encomendó la mensura del barrio. Cuenta con un centro comunitario donde se practica boxeo.

## Población
Contó con 267 habitantes (Indec, 2010), lo que representó un incremento del 17% frente a los 227 habitantes (Indec, 2001) del censo anterior.

El censo 2022 registró una población de 374 habitantes que se repartieron entre 178 hombres y 196 mujeres. Sin embargo, las cifras obtenidas fueron estimativas solo teniendo en cuenta a la población en viviendas particulares; es decir, excluyendo del dato a la población institucional y las personas sin hogar. Gracias a este censo también fue posible conocer su densidad y tamaño urbano.
| Evolución demográfica |
|                       |
| INDEC                 |